# Romerriget
Romerriget, undertiden også omtalt som antikkens Rom (latin: Roma), dækker typisk over perioden fra grundlæggelsen af den italienske by Rom i det 8. århundrede f.Kr. og frem til det Vestromerske Riges fald i det 5. århundrede e.Kr. Det præcise årstal samt dato for Romerrigets fald er dog omstridt og genstand for debat, hvor det Østromerske Rige først faldt i 1453.
Normalvis inddeles Romerrigets historie i tre overordnerede tidsperioder: det Romerske Kongerige (753–509 f.Kr.), den Romerske Republik (509–27 f.Kr.) og det Romerske Kejserrige (27 f.Kr.–395 e.Kr.). Det Romerske Kejserrige blev i 395 e.Kr. delt mellem kejser Theodosius den Stores to sønner i ét Vestromersk Rige og ét Østromerske Rige (også kendt som det Byzantinske Rige), der henholdsvis var centreret om byerne Rom (Vest) og Konstantinopel (Øst). Mens det Vestromerske Rige faldt mindre end et århundrede efter dets splittelse, overlevede det Østromerske Rige i forskellige former frem til 1453.
Det antikke Rom begyndte som en italisk bosættelse – i henhold til romerske mytologi dateret til 753 f.Kr. – ved floden Tiberen på den italienske halvø. Bosættelsen udviklede sig til byen og bystaten Rom og kom til at kontrollere sine naboer gennem en kombination af aftaler og militær erobringer. I sidste ende kontrollerede Rom hele den italienske halvø og havde assimileret den græske kultur i det sydlige Italien (Magna Græcia) og den etruskiske kultur. Herefter blev Rom den dominerende magt i Middelhavsområdet og dele af Europa. På sit højdepunkt kontrollerede Rom den nordafrikanske kyst, Egypten, Sydeuropa og det meste af Vesteuropa, Balkan, Krim, og store dele af Mellemøsten – herunder Anatolien, Levanten og dele af Mesopotamien og Arabien. Romerriget var et af de største i den antikke verden og omfattede omkring 5 millioner kvadratkilometer i år 117 e.Kr. og en anslået befolkning på mellem 50 og 90 millioner indbyggere (svarende til cirka 20% af verdens befolkning på det tidspunkt). Den romerske stat udviklede sig fra et valgmonarki til at være en klassisk republik til afslutningsvis at være et mere og mere enevældigt militærdiktatur under Kejserriget.
Det antikke Rom grupperes ofte sammen med antikkens Grækenland under betegnelsen "den klassiske oldtid" eller blot "antikken". Deres lignende kulturer og samfund kaldes den græsk-romerske verden. Den antikke romerske civilisation har bidraget til moderne sprog, religion, samfund, teknologi, jura, politik, styreformer, krigsførelse, kunst, litteratur, arkitektur og ingeniørkunst. Rom professionaliserede og udvidede sit militær og etablerede et styresystem kaldet "res publica", der har inspireret moderne republikker såsom USA og Frankrig. Romerne opnåede imponerende teknologiske og arkitektoniske bedrifter, såsom byggeri af akvædukter og veje over hele riget og opførte storslåede monumenter og faciliteter.
Rom var en så vigtig en by, at indbyggerne i hele Romerriget ofte blot omtalte den som urbs ("byen"), og deres tidsregning begyndte ab urbe condita ("fra byens grundlæggelse").

## Historie

### Grundlæggelsen af Rom
Der findes arkæologiske beviser for beboelse omkring Rom fra omkring 1000 f.Kr. Større beboelse optræder først fra omkring 800 f.Kr. med de første grave i Esquilinhøjens nekropolis, sammen med en ler- og tømmermur ved bunden af Palatinerhøjen, der er dateret til midten af det 8. århundrede f.Kr. Fra omkring 650 f.Kr. begyndte romerne at dræne dalen mellem Kapitolhøjen og Palatinerhøjen, hvor Forum Romanum ligger i dag. Omkring det sjette århundrede f.Kr. byggede romerne Jupiter Optimus Maximus-templet på Kapitolhøjen og udvidede til Forum Boarium, som lå mellem Kapitolhøjen og Aventinerhøjen.
Romerne selv havde en grundlæggelsesmyte, der sagde, at byen var blevet grundlagt af Romulus og Remus, som var sønner af krigsguden Mars og prinsessen Rhea Silvia fra den mytiske by Alba Longa. Rhea Silvia var datter af Numitor, som tidligere havde været konge af Alba Longa, men var blevet afsat af sin bror Amulius. Rhea Silvia var som følge heraf blevet tvunget til at blive vestal jomfru, men blev gravid – angiveligt et voldtægtsoffer for Mars – og fødte de to uægte brødre. Amulius beordrede, at børnene skulle efterlades for at dø på Palatinhøjen eller i Tiberen, men de bliver ammet af en hun-ulv ved Lupercalegrotten og derefter fundet af hyrden Faustulus og taget ind af ham og hans kone Acca Larentia. Faustulus afslører til sidst brødrenes sande oprindelse, hvorefter de afsætter – eller dræber – Amulius og genindsætter Numitor på tronen. De forlader derefter byen, eller bliver sendt, for at grundlægge en ny by på det sted, hvor de var blevet reddet. Der opstår efterfølgende uenighed mellem brødrene under grundlæggelsen af byen, hvilket ledte til, at Romulus dræbte Remus.  Romulus blev derfor byens eneste grundlægger, og byen blev opkaldt efter ham. Området for hans oprindelige bosættelse på Palatinerhøjen blev senere kendt som Roma Quadrata ("Plads Rom").  
Denne grundlæggelsesmyte går mindst tilbage til det tredje århundrede f.Kr., og den senere romerske oldtidsforsker Marcus Terentius Varro placerede byens grundlæggelse i 753 f.Kr. En anden legende – nedskrevet af den græske historiker Dionysios af Halikarnassos – siger, at prins Æneas førte en gruppe trojanere på en sørejse for at grundlægge et nyt Troja efter Den Trojanske Krig. De gik i land ved bredden af floden Tiberen, og en kvinde, der rejste med dem – Roma – satte ild til deres skibe for at forhindre dem i at sejle væk igen. De opkaldte herefter bosættelsen efter hende. Den romerske digter Vergil genfortalte denne legende i sit klassiske digt Æneiden, hvor den trojanske prins Æneas var forudbestemt til at grundlægge et nyt Troja.

### Romerske Kongerige
Der findes klare litterære og arkæologiske beviser for, at der har været konger i Rom, der bekræftet i fragmentariske tekster fra det 6. århundrede f.Kr. Langt efter monarkiets afskaffelse blev en rest af en rex sacrorum bevaret for at udføre monarkens tidligere præstelige funktioner. Romernes opfattelse var, at deres monarki var et valgmonaki, med syv legendariske konger, der stort set ikke var i familie med hinanden.
Beviserne for på romersk ekspansion i det 6. århundrede f.Kr. er klare. Ved slutningen af århundredet kontrollerede Rom et område på omkring 780 kvadratkilometer med en befolkning på måske op til 35.000. Et palads, Regia, blev bygget omkring 625 f.Kr. Romerne tilskrev også dannelsen af deres første folkelige forsamling og Senatet til kongetiden. Rom begyndte også at udvide sin kontrol over sine latinske naboer. Selvom senere romerske fortællinger, såsom Æneiden, hævdede, at alle latiner nedstammede fra titelpersonen Æneas, bekræftes en fælles kultur gennem arkæologi. Gensidige ægteskabs- og borgerrettigheder mellem de latinske byer – Jus Latii – sammen med delte religiøse festivaler, understøtter yderligere en fælles kultur. Ved slutningen af det 6. århundrede var det meste af dette område (Latium) blevet domineret af romerne.